# Backspace

Backspace rot markiert

Die Backspace-Taste (deutsch Rücktaste, Rückschritttaste, Rückwärtstaste oder Rücklöschtaste, keine gebräuchliche Abkürzung) ist eine Taste der PC-Tastatur, die bei Betätigung den Cursor um eine Position nach links verschiebt und das dort stehende Zeichen entfernt. Dies entspricht der Funktion der Korrekturtaste bei Schreibmaschinen mit Korrekturfunktion. Sie löscht damit in die entgegengesetzte Richtung der Entfernen-Taste. Auf Tastaturen ist die Taste häufig mit ← oder ⌫ beschriftet.
Die meisten Webbrowser interpretieren die Backspace-Taste als „Zurück“ – das heißt, die im Verlauf zuvor aufgerufene Seite wird aufgerufen.
Das Steuerzeichen für den Backspace (BS) hat im ASCII den Wert 8 und entspricht in vielen Terminals ^H (Strg+H). Bei EBCDIC hat BS den Wert 16hex. Verfügt ein ASCII-Terminal nicht über die Funktion, den Cursor nach links zu verschieben, wird stattdessen ^H ausgegeben.

Sinnbild für „Rückwärtsschritt mit Tilgen“ nach ISO 7000

Eine Erweiterung des Backspace stellt (vor allem unter Unix/Linux) ^W (Strg+W) oder die Kombination Strg+Backspace (analog der Kombination Strg+Entf) dar, womit das letzte Wort gelöscht werden kann, d. h., es werden alle Zeichen bis zum letzten vorigen Whitespace entfernt. Ferner können mit ^U (Strg+U) alle vorigen Zeichen der aktuellen Zeile gelöscht werden. Auch einige Texteditoren wie vim oder emacs bieten diese Möglichkeit.
Unicode enthält als Symbol für das Steuerzeichen das Zeichen ␈ (U+2408). Zudem befindet sich im Unicodeblock Verschiedene technische Zeichen das Zeichen ⌫ (U+232B).

## Metaphorische Bedeutung
In Anspielung auf die Darstellung des zugehörigen Steuerzeichens mittels ^H wird in Internetforen manchmal ein Wort in einem Satz begonnen und danach mit ausgeschriebenem „^H“ „gelöscht“, um eine Art absichtlichen Freudschen Versprecher darzustellen:
```
Weil ich feig^H^H^H^Hvorsichtig bin, nur ein harmloses Beispiel
```

Es zeigt, was eigentlich gemeint war, aber dann „gelöscht“ wurde.